# Centre d'Estudis Comarcals del Baix Llobregat
El Centre d'Estudis Comarcals del Baix Llobregat és una associació sense ànim de lucre fundada l'any 1974. El 2005 va rebre la declaració d'entitat d'utilitat pública (Ordre del Ministeri de l'Interior de data 28 d'abril de 2005). Actualment té la seu a Sant Feliu de Llobregat.
La finalitat principal del Centre d'Estudis és promoure el coneixement sobre la comarca en qualsevol disciplina (la història, la geografia, l'antropologia, la sociologia, l'arqueologia, l'urbanisme, les ciències ambientals, etc.) i contribuir a la preservació i la difusió dels valors culturals, socials i naturals del territori.
La constitució del centre del Centre d'Estudis Comarcals del Baix Llobregat va tenir lloc a Martorell el 23 de desembre de 1974 entre un grup representatiu de persones de la cultura de diferents municipis de la comarca. Després de diverses reunions, el dia 10 de febrer de 1975 es van presentar els estatuts de l'entitat al govern civil de Barcelona. Tanmateix, els tràmits van trigar anys a resoldre's pel fet de tractar-se d'una entitat cultural catalana i d'un àmbit comarcal inexistent administrativament. Finalment, l'entitat va ser legalitzada el 17 de juny de 1980. El primer president va ser Jaume Codina i Vilà, del Prat de Llobregat, fins al desembre de 1995. A partir de 1995 el succeí en el càrrec Carles Riba i Romeva, el qual continuà com a president fins al 2013. El 8 de març del 2013 el Centre escull com a presidenta Conxita Sánchez Medina, antiga regidora de Sant Joan Despí i consellera de cultura del Consell Comarcal del Baix Llobregat. L'any 2019 agafa el relleu a la presidència la exregidora molinenca Genoveva Català.
Durant la seva història, el Centre s'ha implicat en diverses campanyes cíviques, reivindicant la dignitat de la comarca. Entre aquestes campanyes es troba la lluita en favor del riu Llobregat o la lluita per la defensa del Parc Agrari i l'agricultura oposant-se al ja fallit projecte Eurovegas.
Els Premis de Reconeixement Cultural del Baix Llobregat són un guardó que atorga el Centre d'Estudis Comarcals del Baix Llobregat. Els premis es van crear el 1999 a l'ocasió del 25è aniversari del Centre d'Estudis, per reconèixer públicament persones, associacions, institucions o empreses que hagin destacat en algun dels àmbits del cartell de premis. El 2009, un dels premis fou per al Consorci del Parc Agrari del Baix Llobregat.